# Paolo Gazola
Paolo Gazola (Piacenza, 26 agosto 1787 – Parma, 2 novembre 1857) è stato un architetto italiano.

## Biografia

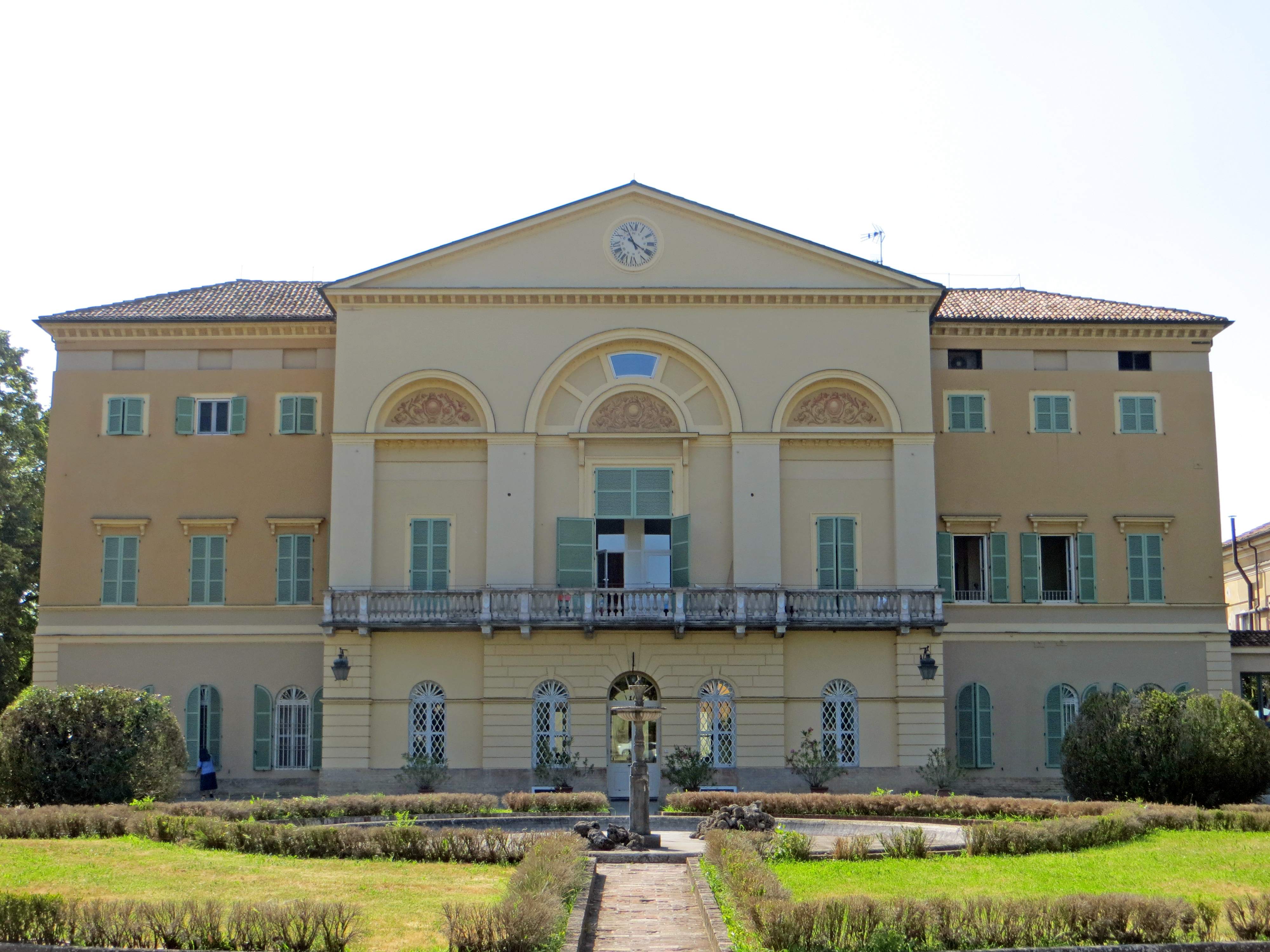
Villa la Pellegrina, poi Avogadro, nella periferia di Parma verso Vigheffio, realizzata tra il 1820 e il 1825 su progetto di Paolo Gazola.

Paolo Gazola nacque a Piacenza il 26 agosto 1787, da Carlo e Anna Dossena.
Nel 1794 fu inviato con lo zio Bonaventura Gazola a Roma, ove si formò al Collegio Clementino.
In seguito studiò dapprima all'università di Bologna, per poi spostarsi in quella di Pavia, fino a laurearvisi nel 1813 in ingegneria e architettura.
Dopo un temporaneo rientro tra il 1814 e il 1817 a Roma, dove nel 1815 sposò la parmigiana Sofia Bertucci, e una breve permanenza a Montefiascone, Paolo Gazola rientrò nella città natia, in cui fu nominato "cancelliere dei cavamenti", prima del trasferimento a Parma. Sempre nel 1817, partecipò al concorso annuale di architettura organizzato dall'accademia di belle arti di Parma, vincendo grazie al suo progetto di un palazzo di Giustizia.
Tra i suoi primi lavori, progettò per i nobili Cattani una villa neoclassica a Bianconese, che fu completata nel 1820, e per i nobili Bergonzi una grande villa a Collecchiello, che fu terminata nel 1822.
Nel 1819 fu eletto socio onorario dell'accademia, mentre nel 1821 fu nominato architetto di corte della duchessa Maria Luigia. In tale veste, nello stesso anno, come più volte avrebbe fatto nei decenni seguenti, affiancò il primo architetto di corte Nicola Bettoli, durante i lavori di costruzione del teatro Regio di Parma, eseguiti dall'impresa di Amedeo Rosazza.
Nel 1820 elaborò per il Rosazza il progetto di una villa neoclassica, che fu edificata in località San Pellegrino di Vigheffio e terminata nel 1825.

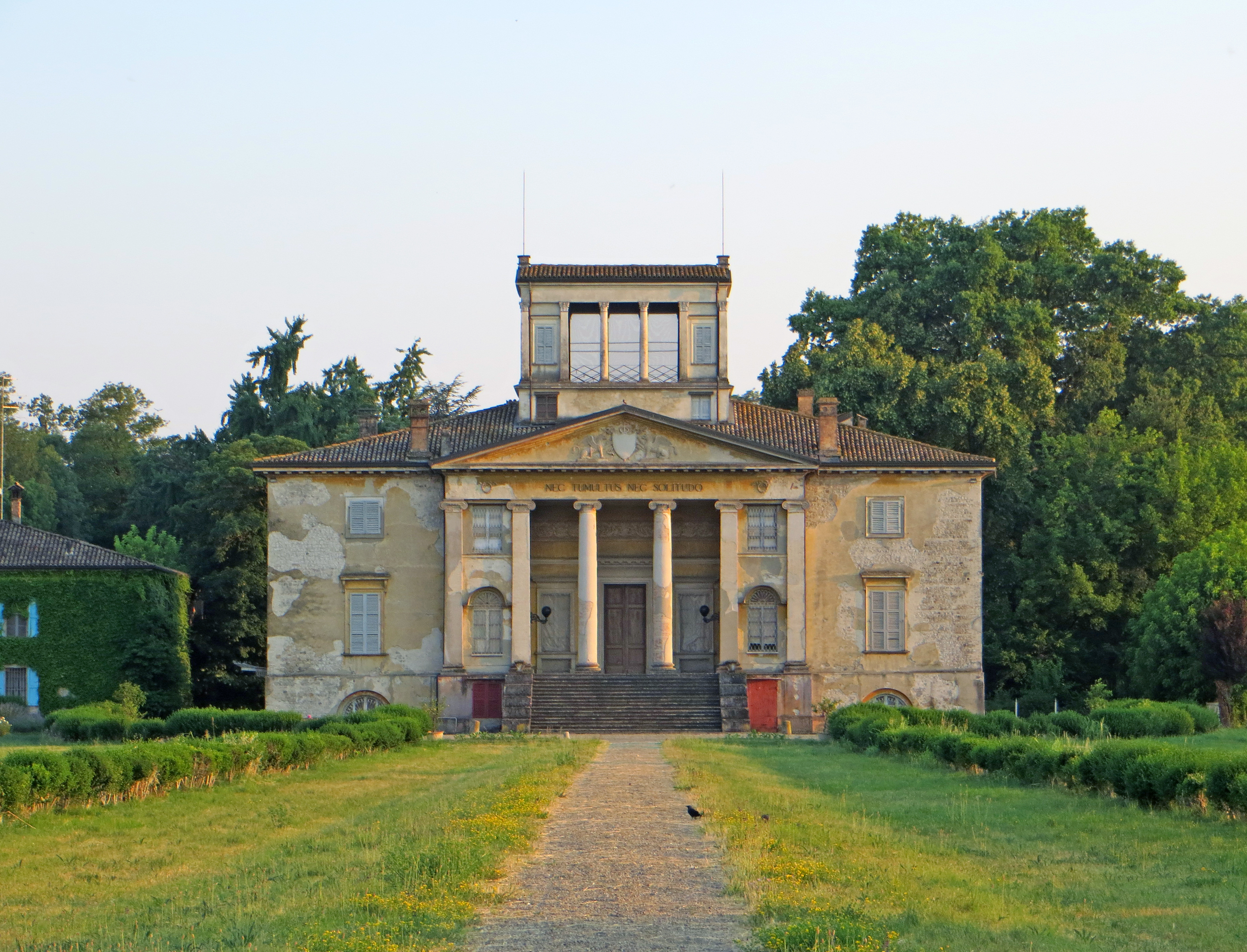
Villa Laurent, poi Levi-Tedeschi, nella periferia di Parma verso San Pancrazio Parmense, realizzata tra il 1822 e il 1825 su progetto di Paolo Gazola.

Tra il 1822 e il 1823 progettò, all'interno dell'ex convento delle Benedettine di Castel San Giovanni, un teatro, che fu completato nel 1825. Su incarico di Maria Luigia, tra il 1822 e il 1824 realizzò una nuova ala a sud-est nell'ex convento dei Domenicani di Zibello, che fu contestualmente adibito a ospedale. Sempre nello stesso anno, per volere dei banchieri Antonio e Lodovico Laurent, sviluppò il progetto della villa monumentale lungo la via Emilia verso San Pancrazio, che fu completata nel 1825 o 1828.
Nel 1826, per conto della Duchessa, intervenne per portare a termine i lavori di ampliamento del Casino dei Boschi di Sala, avviati nel 1819 su disegno del Bettoli. Disegnò inoltre il nuovo prospetto principale della chiesa di Ognissanti di Parma.
Nel 1828 fu incaricato da Maria Luigia della realizzazione, ai margini della grande tenuta di Sala, della villa del Ferlaro, per i suoi due figli Albertina e Guglielmo di Montenuovo, avuti dal marito morganatico Adam Albert von Neipperg. Progettò inoltre, ancora per Amedeo Rosazza, il grande palazzo in strada di Porta Nuova, che fu completato nel 1832.

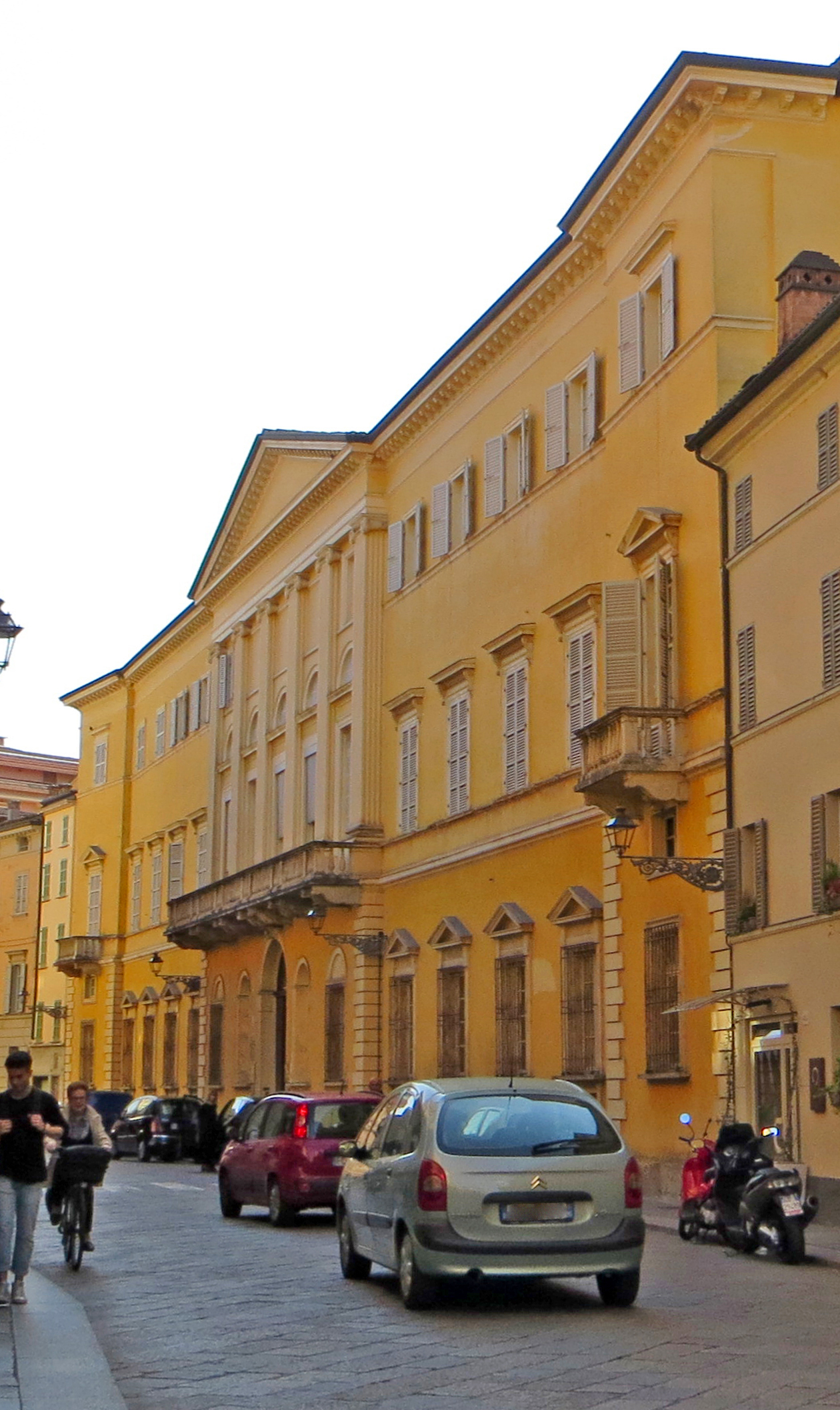
Palazzo Rosazza, poi Carmi, in strada Luigi Carlo Farini a Parma, realizzato tra il 1828 e il 1832 su progetto di Paolo Gazola.

Nel 1834 intervenne a Piacenza nel palazzo Landi di Chiavenna, che fu ampliato sulla base dei suoi progetti. Inoltre, tra il 1834 e il 1836 elaborò alcuni disegni per la realizzazione di una nuova scalinata di dimensioni più contenute, di fronte al duomo cittadino.
Nel 1837, sempre a Piacenza, fu incaricato della ristrutturazione del palazzo appartenente ai conti Scotti di San Giorgio della Scala, i quali due anni dopo gli commissionarono anche un progetto, poi rimasto irrealizzato, di risistemazione del parco all'inglese della rocca di San Giorgio. Tra il 1837 e il 1839 tornò a occuparsi del duomo di Piacenza, per il quale disegnò la sagrestia superiore, gli arredi di quella inferiore e l'altare dell'Addolorata. Negli stessi anni, la cantante Rosmunda Pisaroni gli affidò la progettazione della sua villa a Colonese di Rivergaro.
Nel 1839 Paolo Gazola si recò a Montefiascone per elaborare il progetto della facciata della cattedrale di Santa Margherita, fino ad allora rimasta per secoli incompiuta.
Rientrato a Parma, fu incaricato della progettazione del nuovo prospetto su piazza della Steccata del palazzo Giordani e dell'attico di coronamento del palazzo Maestri in strada Maestra di San Michele.

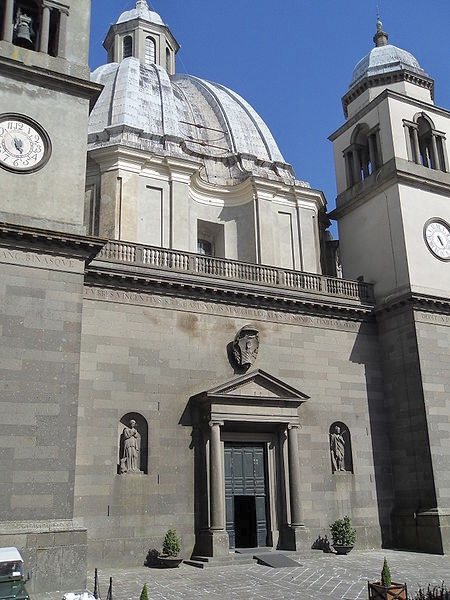
Facciata della cattedrale di Santa Margherita a Montefiascone, realizzata nel 1839 su progetto di Paolo Gazola.

Nel 1843 presentò i disegni per il nuovo museo di storia naturale, che fu realizzato all'interno del palazzo dell'Università di Parma, e forse per una ristrutturazione dell'orto botanico. Nello stesso anno rinnovò, all'interno della basilica di San Giovanni in Canale a Piacenza, la cappella del marchese Bernardino Mandelli.
Nel 1850 presentò un progetto di completa risistemazione del foro boario di Piacenza.
Nel 1851 fu incaricato da Carlo III di Borbone della progettazione di alcuni ambienti nel palazzo Ducale di Parma e del nuovo appartamento del Duca, che fu realizzato in stile eclettico all'interno del vicino palazzo di Riserva.
Nel 1854, dopo la morte di Nicola Bettoli, fu nominato architetto capo dello Stato. Inoltre, l'anno seguente gli subentrò in qualità di membro della commissione d'ornato per gli edifici dell'Ordine costantiniano di San Giorgio di Parma.
Nel 1856 progettò le porte della platea e le quinte del teatro Regio di Parma.
Nel 1857 si occupò, per il teatro Municipale di Piacenza, della progettazione del nuovo ridotto. Nello stesso anno, propose alcuni disegni, rimasti irrealizzati, per la risistemazione del palazzo comunale cittadino.
Scomparve il 2 novembre 1857 a Parma.

### Esplicative
1. ↑  Non si conservano tracce dell'edificio, andato successivamente distrutto. Vedi  Anna Coccioli Mastroviti, Gazola Paolo, in Dizionario biografico degli italiani, vol. 52, Roma, Istituto dell'Enciclopedia Italiana, 1999. URL consultato il 2 marzo 2025.
2. ↑  La via fu ribattezzata nel 1882 strada Luigi Carlo Farini.
3. ↑  Nel secondo dopoguerra la via fu ribattezzata strada della Repubblica.

### Bibliografiche
1. 1 2 3 4 5 6 7 8 9 10 11 12 13 14 15 16 17 18 19 20 21 22 23   Anna Coccioli Mastroviti, Gazola Paolo, in Dizionario biografico degli italiani, vol. 52, Roma, Istituto dell'Enciclopedia Italiana, 1999. URL consultato il 2 marzo 2025.
2. 1 2 3 4 5 6 7 8 9 10 11 12 13 14 15 16 17 18 19 20 21   Gazola Paolo, su parmaelasuastoria.it. URL consultato il 2 marzo 2025 (archiviato dall'url originale il 1º marzo 2025).
3. 1 2 3 4 5 6  Enciclopedia di Parma 1999, p. 371.
4. ↑  Cirillo, Godi, p. 336.